# Terre de Sørkapp
La Terre de Sørkapp est le territoire norvégien le plus au sud du Spitzberg au Svalbard.  La Terre de Sørkapp comprend la zone située au sud du fjord Hornsund, et n'a de frontière qu'au nord avec la  Terre de Torell, marquée par le Ostrogradskijfjella. Le point le plus méridional de l'archipel du Svalbard, le cap Sørkapp, se trouve sur l'île de Sørkappøya qui a donné le nom à toute la contrée. Le point le plus méridional du Spitzberg, Sørneset, se situe 10 kilomètres plus au nord.
L'ensemble de la Terre du Sørkapp est inclus dans le Parc national de Sud-Spitzberg, et il est relativement recouvert de glace. Les plus grands glaciers de la région sont Olsokbreen, Vassilievbreen, Sørkappfonna, Mefonna, Samarinbreen et Bungebreen. Dans l'ouest, la terre est plus à nu avec plusieurs montagnes dont le Hornsundtind qui culmine à 1 433 m.
La région comprend de riches zones de pêche, incluses dans la zone de pêche exclusive autour du Svalbard : Sørkappbanken au sud et Hornsundbanken à l'ouest. 
L'ensemble des terres sont incluses dans le Parc national de Sud-Spitzberg, et compte en plus le sanctuaire d'oiseaux de Sørkapp qui est un site ramsar.

## Histoire
La chasse à la baleine a été pratiquée aux XVII et XVIIIe siècle au sud de la terre du Sørkapp dans les années 1600 et 1700. Hornsund étant auparavant la station de chasse la plus méridionale. Les Pomors russes  ont pratiqué la chasse au Sørkapp. En 1818 deux chasseurs y hivernèrent et prirent environ 1.200 morses et 1.200 bélugas. Il a été retrouvé des ruines russes de maisons et de tombes du XVIIIe.
À l'époque de la chasse norvégienne à la baleine dans les années 1900, la région était divisée en deux parties : Sørkapp et sud de Hornsund. En 1908, Petter Trondsen crée une station principale de chasse appelée "Hagerups Hus" située à l'extrême nord-est de Sørkappøya à proximité de celle qui sera  appelée plus tard Trondsenneset. Lorsqu'une nouvelle station "Trondsenhuset" est construite près de Kistefjellet à l'entrée de la baie de Sommerfeldtbukta, elle devient immédiatement la station principale.  
De l'époque des trappeurs norvégiens ne restent les vestiges que d'une seule cabane de trappeur située à Stormbukta, et appelée "Hilmarhytta".
Vers la fin de la Seconde Guerre mondiale, l'Allemagne avait une station météorologique à Stormbukta au sud du Hornsund.